# Puchar Kontynentalny kobiet w skokach narciarskich 2019/2020
Puchar Kontynentalny kobiet w skokach narciarskich 2019/2020 – szesnasta edycja tego cyklu. Rozpoczęła się 13 grudnia 2019 w Notodden, a zakończyła 9 lutego 2020 w Brotterode.

## Zwycięzcy

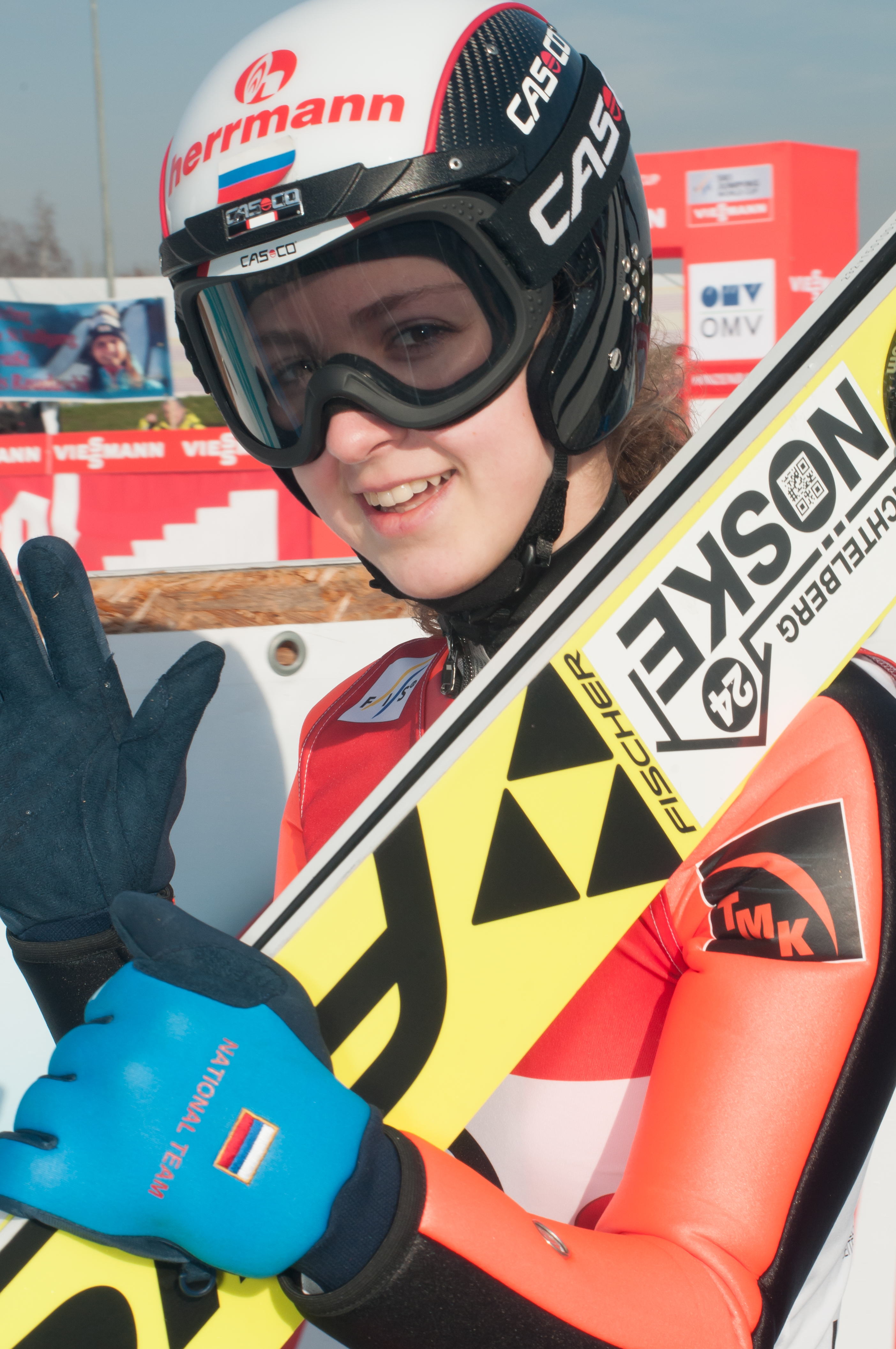
Ksienija Kabłukowa – zwyciężczyni klasyfikacji generalnej

## Kalendarz zawodów
| Lp                                                           | Data                                                         | Miejscowość                                                  | Skocznia                                                     | HS                                                           | Uwagi                                                        | 1. miejsce         | 2. miejsce                          | 3. miejsce              |
| ------------------------------------------------------------ | ------------------------------------------------------------ | ------------------------------------------------------------ | ------------------------------------------------------------ | ------------------------------------------------------------ | ------------------------------------------------------------ | ------------------ | ----------------------------------- | ----------------------- |
| 1.                                                           | 13 grudnia 2019                                              | Notodden                                                     | Tveitanbakken                                                | HS-98                                                        | –                                                            | Jessica Malsiner   | Kristina Prokopjewa Sophie Sorschag | –                       |
| 2.                                                           | 14 grudnia 2019                                              | Notodden                                                     | Tveitanbakken                                                | HS-98                                                        | –                                                            | Sophie Sorschag    | Thea Minyan Bjørseth                | Julia Mühlbacher        |
| 3.                                                           | 25 stycznia 2020                                             | Rena                                                         | Renabakkene                                                  | HS-109                                                       | –                                                            | Ksienija Kabłukowa | Pia Lilian Kübler                   | Pauline Heßler          |
| 4.                                                           | 26 stycznia 2020                                             | Rena                                                         | Renabakkene                                                  | HS-109                                                       | –                                                            | Sophie Sorschag    | Irma Machinia                       | Ksienija Kabłukowa      |
| 5.                                                           | 8 lutego 2020                                                | Brotterode                                                   | Inselbergschanze                                             | HS-117                                                       | –                                                            | Pauline Heßler     | Ksienija Kabłukowa                  | Jerneja Repinc Zupančič |
| 6.                                                           | 9 lutego 2020                                                | Brotterode                                                   | Inselbergschanze                                             | HS-117                                                       | –                                                            | Ksienija Kabłukowa | Pauline Heßler                      | Pia Lilian Kübler       |
| Puchar Kontynentalny kobiet 2019/2020 - klasyfikacja końcowa | Puchar Kontynentalny kobiet 2019/2020 - klasyfikacja końcowa | Puchar Kontynentalny kobiet 2019/2020 - klasyfikacja końcowa | Puchar Kontynentalny kobiet 2019/2020 - klasyfikacja końcowa | Puchar Kontynentalny kobiet 2019/2020 - klasyfikacja końcowa | Puchar Kontynentalny kobiet 2019/2020 - klasyfikacja końcowa | Ksienija Kabłukowa | Sophie Sorschag                     | Pauline Heßler          |

## Statystyki indywidualne
| Zawodniczka | Notodden 13.12 | Notodden 14.12 | Rena 25.01 | Rena 26.01 | Brotterode 08.02 | Brotterode 09.02 |
| Austria | Austria        | Austria        | Austria    | Austria    | Austria          | Austria          |
| --- | -------------- | -------------- | ---------- | ---------- | ---------------- | ---------------- |
| Katharina Ellmauer | 20             | 23             | –          | –          | 11               | 16               |
| Julia Huber | 15             | 13             | 14         | 18         | –                | –                |
| Sophie Kothbauer | –              | –              | –          | –          | 14               | dsq              |
| Vanessa Moharitsch | 27             | 25             | 17         | dns        | 6                | 12               |
| Julia Mühlbacher | 4              | 3              | 4          | 7          | –                | –                |
| Claudia Purker | 12             | 17             | 10         | 6          | –                | –                |
| Sophie Sorschag | 2              | 1              | 6          | 1          | –                | –                |
| Hannah Wiegele | –              | –              | 15         | 23         | –                | –                |
| Czechy |                |                |            |            |                  |                  |
| Anna Černá | –              | –              | –          | –          | 27               | 26               |
| Veronika Jenčová | –              | –              | –          | –          | 17               | 18               |
| Finlandia |                |                |            |            |                  |                  |
| Susanna Forsström | 13             | 7              | –          | –          | –                | –                |
| Jenny Rautionaho | 9              | 18             | –          | –          | –                | –                |
| Julia Tervahartiala | 37             | 36             | 28         | 28         | –                | –                |
| Francja |                |                |            |            |                  |                  |
| Océane Avocat Gros | 6              | 6              | –          | –          | –                | –                |
| Lucile Morat | 14             | 11             | –          | –          | –                | –                |
| Kazachstan |                |                |            |            |                  |                  |
| Dajana Piecha | 49             | 49             | –          | –          | 20               | 22               |
| Walentina Sdierżykowa | 11             | 22             | 13         | 17         | –                | –                |
| Wieronika Szyszkina | 31             | 19             | –          | –          | –                | –                |
| Korea Południowa |                |                |            |            |                  |                  |
| Park Guy-lim | 18             | 12             | –          | –          | –                | –                |
| Niemcy |                |                |            |            |                  |                  |
| Michelle Göbel | 16             | 14             | 8          | 12         | 5                | 10               |
| Pauline Heßler | –              | –              | 3          | 5          | 1                | 2                |
| Anna Jäkle | 21             | 34             | 20         | 22         | 7                | 13               |
| Pia Lilian Kübler | 23             | 15             | 2          | 4          | 4                | 3                |
| Josephin Laue | 22             | 29             | 19         | 16         | 21               | 4                |
| Norwegia |                |                |            |            |                  |                  |
| Eva Elise Johansen Amble | 41             | 42             | 34         | 33         | 24               | 24               |
| Frida Berger | dsq            | 46             | 32         | 31         | –                | –                |
| Thea Minyan Bjørseth | 7              | 2              | –          | –          | –                | –                |
| Ingebjørg Saglien Bråten | –              | –              | 12         | 11         | 18               | 14               |
| Ingrid Hordvik Kleven | 48             | 48             | 31         | 30         | –                | –                |
| Eirin Maria Kvandal | –              | –              | 18         | 9          | 9                | 11               |
| Pernille Kvernmo | 29             | 33             | –          | –          | –                | –                |
| Karoline Lauvsland | 52             | dsq            | –          | –          | –                | –                |
| Hanna Midtsundstad | 39             | 31             | –          | –          | –                | –                |
| Nora Midtsundstad | 34             | 40             | –          | –          | –                | –                |
| Mathilde Oustad | 51             | dns            | –          | –          | –                | –                |
| Karoline Røstad | 30             | dns            | –          | –          | –                | –                |
| Karoline Skatvedt | 25             | 26             | 11         | 8          | dns              | dns              |
| Heidi Dyhre Traaserud | 43             | 24             | –          | –          | –                | –                |
| Polska |                |                |            |            |                  |                  |
| Nicole Konderla | 38             | 35             | 26         | 25         | –                | –                |
| Wiktoria Przybyła | 32             | 39             | 30         | 29         | –                | –                |
| Kinga Rajda | 10             | 8              | –          | –          | –                | –                |
| Joanna Szwab | 28             | 9              | –          | –          | –                | –                |
| Anna Twardosz | 17             | 27             | –          | –          | –                | –                |
| Rosja |                |                |            |            |                  |                  |
| Aleksandra Barancewa | 26             | 21             | –          | –          | –                | –                |
| Alina Borodina | 24             | 16             | –          | –          | –                | –                |
| Ksienija Kabłukowa | 5              | dns            | 1          | 3          | 2                | 1                |
| Irma Machinia | 8              | 10             | 5          | 2          | 19               | 6                |
| Jelizawieta Mochowa | 46             | –              | –          | –          | –                | –                |
| Ksienija Piskunowa | –              | 38             | –          | –          | –                | –                |
| Kristina Prokopjewa | 2              | 4              | 24         | 14         | –                | –                |
| Anastasija Subbotina | –              | –              | 21         | 15         | –                | –                |
| Rumunia |                |                |            |            |                  |                  |
| Diana Trâmbițaș | 36             | 45             | –          | –          | –                | –                |
| Słowacja |                |                |            |            |                  |                  |
| Viktória Šidlová | 50             | 47             | –          | –          | –                | –                |
| Słowenia |                |                |            |            |                  |                  |
| Ana Jereb | –              | –              | –          | –          | 16               | 17               |
| Lara Logar | –              | –              | –          | –          | 10               | 9                |
| Katja Markuta | –              | –              | –          | –          | 13               | 15               |
| Pia Mazi | –              | –              | –          | –          | 12               | 5                |
| Jerneja Repinc Zupančič | –              | –              | –          | –          | 3                | 8                |
| Nika Vetrih | –              | –              | –          | –          | 22               | 20               |
| Stany Zjednoczone |                |                |            |            |                  |                  |
| Annika Belshaw | 40             | 30             | dsq        | 26         | –                | –                |
| Jillian Highfill | 45             | 36             | 33         | 32         | 23               | 21               |
| Paige Jones | 35             | 28             | 27         | 27         | –                | –                |
| Cara Larson | 47             | 44             | –          | –          | 25               | 23               |
| Nina Lussi | –              | –              | 23         | 19         | 15               | 19               |
| Samantha Macuga | 42             | 43             | 35         | 34         | 26               | 25               |
| Logan Sankey | 44             | 41             | –          | –          | –                | –                |
| Szwecja |                |                |            |            |                  |                  |
| Astrid Norstedt | 19             | 20             | 7          | 10         | 8                | 6                |
| Frida Westman | –              | –              | 22         | 13         | –                | –                |
| Ukraina |                |                |            |            |                  |                  |
| Chrystyna Droniak | dns            | dns            | –          | –          | –                | –                |
| Włochy |                |                |            |            |                  |                  |
| Martina Ambrosi | 33             | 32             | 29         | 24         | –                | –                |
| Daniela Dejori | –              | –              | 25         | dns        | –                | –                |
| Jessica Malsiner | 1              | 5              | 9          | 20         | –                | –                |
| Annika Sieff | –              | –              | 16         | 21         | –                | –                |
| Legenda |                |                |            |            |                  |                  |
| 1-3 4-30 poniżej 30 dns – Zawodniczka zgłoszona do konkursu nie wystartowała; dsq – Zawodniczka zdyskwalifikowana; – – Zawodniczka nie zgłoszona do konkursu |                |                |            |            |                  |                  |

## Klasyfikacja generalna
Stan po zakończeniu sezonu 2019/2020
| Miejsce | Zawodniczka             | Występy | Punkty |
| ------- | ----------------------- | ------- | ------ |
| 1.      | Ksienija Kabłukowa      | 5       | 385    |
| 2.      | Sophie Sorschag         | 4       | 320    |
| 3.      | Pauline Heßler          | 4       | 285    |
| 4.      | Pia Lilan Kübler        | 6       | 264    |
| 5.      | Irma Machinia           | 6       | 235    |
| 6.      | Julia Mühlbacher        | 4       | 196    |
| 7.      | Jessica Malsiner        | 4       | 185    |
| 8.      | Michelle Göbel          | 6       | 158    |
| 9.      | Astrid Norstedt         | 6       | 157    |
| 10.     | Kristina Prokopjewa     | 4       | 155    |
| 11.     | Thea Minyan Bjørseth    | 2       | 116    |
| 12.     | Claudia Purker          | 4       | 102    |
| 13.     | Josephin Laue           | 6       | 98     |
| 14.     | Eirin Maria Kvandal     | 4       | 95     |
| 15.     | Jerneja Repinc Zupančič | 2       | 92     |
| ...     |                         |         |        |